# Ferrante Carafa
Ferrante Carafa (Napoli, 1509 – Napoli, giugno 1587) è stato un nobile, militare e letterato italiano che visse sotto il Regno di Napoli.

## Biografia
Era il figlio primogenito di Federico, marchese di San Lucido e della moglie Giovanna Gallerano. Venne educato all'arte delle armi e alla letteratura e ben presto iniziò la carriera militare nell'esercito del regno. Partecipò a diverse campagne, in Italia, Francia, Germania e Nordafrica senza ottenere grandi riconoscimenti. Lasciò quindi la carriera militare per dedicarsi alla letteratura, anche qui senza eccellere, realizzando una grande mole di opere ma di scarso interesse letterario.
Assieme ad altri letterati, nel 1546 fu tra i fondatori dell'Accademia dei Sereni che venne sciolta, poco dopo, dal viceré di Napoli per presunta cospirazione contro il regime.
Fu arrestato per aver fatto liberare degli uomini che avevano partecipato alla rivolta contro il viceré spagnolo ma venne poi liberato.
Assunse quindi un atteggiamento di rispetto dell'autorità spagnola avendo ottenuto alcune liberalità per la nobiltà locale.
In cambio di detta devozione ottenne alcune cariche amministrative che mantenne probabilmente fino alla morte. 
Alla morte del padre ereditò il titolo di marchese di San Lucido.
Tra le sue opere più importanti si ricordano Rime spirituali della vera gloria humana in libri quattro e altrettanti della divina, pubblicato a Genova nel 1559, il poema Dell'Austria, dato alle stampe a Napoli nel 1572, Il nono et decimo libro d'Homero... dato in paragrafi alle toscane muse, edito a Napoli nel 1578 oltre ad altre numerore opere minori ed epistolari.